# Alue Empeuk
Alue Empeuk is een bestuurslaag in het regentschap Aceh Barat van de provincie Atjeh, Indonesië. Alue Empeuk telt 75 inwoners (volkstelling 2010).